# Parâmetros primários da linha de transmissão

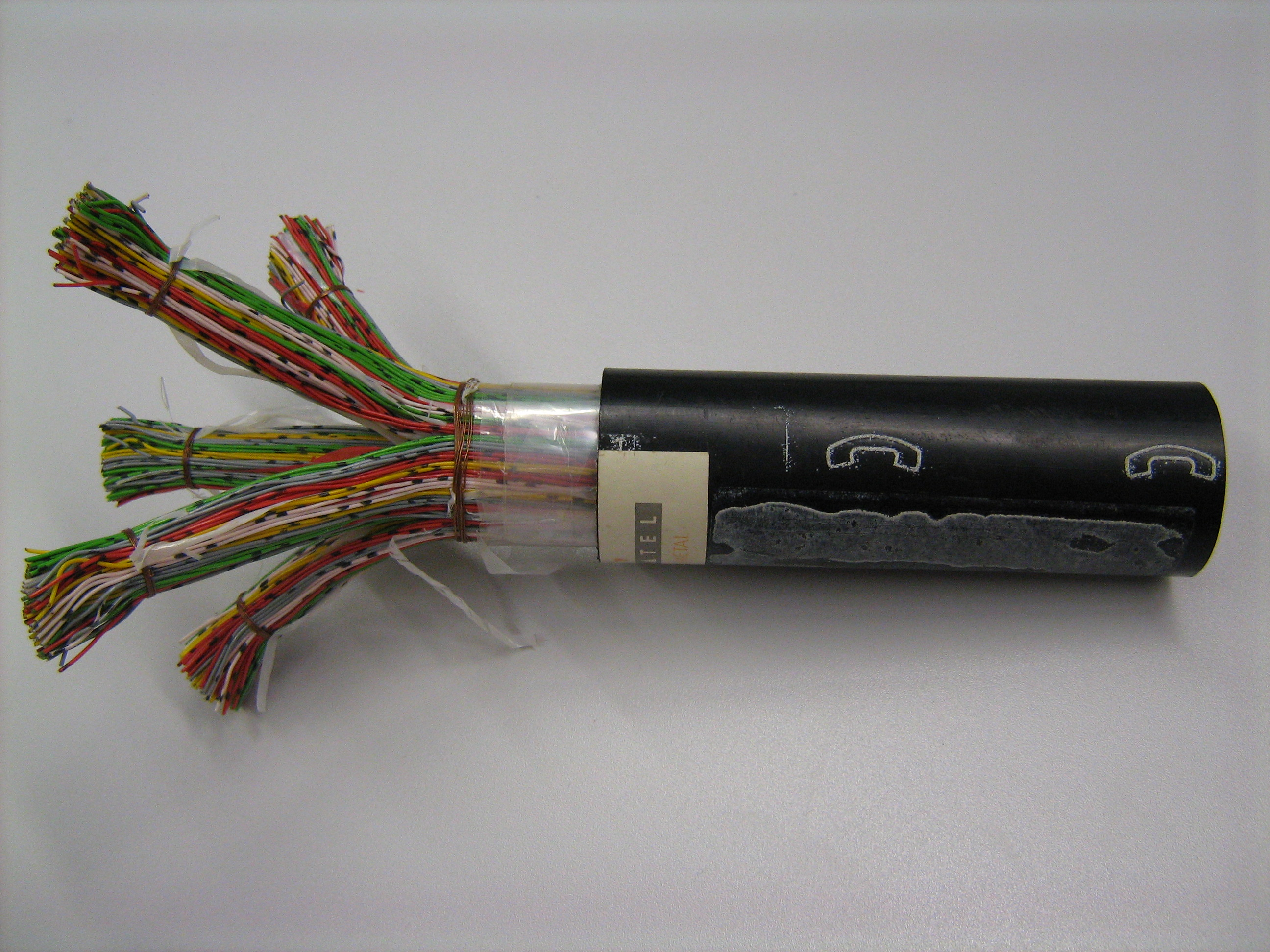
Cabo telefônico contendo várias linhas de par trançado

Os parâmetros primários da linha de transmissão são parâmetros que descrevem as características de linhas de transmissão condutoras, como pares de fios de cobre, em termos de propriedades elétricas físicas da linha. Os parâmetros primários da linha são relevantes apenas para linhas de transmissão e devem ser contrastadas com as parâmetros secundários da linha, que podem ser derivados deles e são mais usualmente aplicáveis. Os parâmetros secundários da linha podem ser usados, por exemplo, para comparar as características de uma guia de ondas com uma linha de cobre, enquanto que os parâmetros primários não têm significado para uma guia de ondas.
Os parâmetros são a resistência e indutância do condutor e a capacitância e condutância do isolador, que são, por convenção, dados pelos símbolos R, L, C e G, respectivamente. Os parâmetros são enumerados por unidade de comprimento. A representação do circuito desses elementos requer um modelo de parâmetros distribuídos e, conseqüentemente, cálculo deve ser usado para analisar o circuito. A análise resulta em um sistema de duas equações diferenciais parciais lineares simultâneas de primeira ordem que podem ser combinadas para derivar os parâmetros secundários de impedância característica e constante de propagação .
Vários casos especiais têm soluções particularmente simples e aplicações práticas importantes. Um cabo de baixa perda requer que apenas L e C sejam incluídos na análise e é útil para comprimentos curtos de cabo. As aplicações de baixa frequência, como linhas telefônicas de par trançado, são dominadas apenas por R e C. As aplicações de alta frequência, como cabo coaxial RF, são dominadas por L e C. Linhas carregadas para evitar distorção necessitam de todos os quatro elementos na análise, mas têm uma solução simples e elegante.

## Os parâmetros
Existem quatro parâmetros primários da linha, mas em algumas circunstâncias alguns deles são pequenos o suficiente para serem ignorados e a análise pode ser simplificada. Estes quatro e seus símbolos e unidades são os seguintes: 
| Nome                     | Símbolo | Unidades          | Símbolo da unidade |
| ------------------------ | ------- | ----------------- | ------------------ |
| resistência do laço      | R       | ohms por metro    | Ω / m              |
| indutância do laço       | L       | henry por metro   | H / m              |
| capacitância do isolador | C       | farads por metro  | F / m              |
| condutância do isolador  | G       | siemens por metro | S / m              |

R e L são elementos em série com a linha (porque são propriedades do condutor) e C e G são elementos ligados em derivação (em paralelo) com a linha (porque são propriedades do material dielétrico entre os condutores). G representa a corrente de fuga através do dielétrico e na maioria dos cabos é muito pequena. A palavra laço é usada para enfatizar que a resistência e a indutância de ambos os condutores devem ser levadas em consideração. Por exemplo, se uma linha consiste em dois fios idênticos com uma resistência de 25 mΩ / m cada, a resistência do laço é o dobro disso, 50 mΩ / m. Como os valores dos parâmetros são muito pequenos, é comum os fabricantes citá-los por quilômetro em vez de por metro; nos países anglófonos, também pode ser usado "por milha".
Algumas vezes os parâmetros de linha também são chamados de constantes de linha. A palavra "constante" pode ser enganosa. Isto significa que são constantes dos próprios materiais; mas podem variar com a frequência. Em particular, R é fortemente influenciado pelo efeito pelicular . Além disso, embora G não tenha virtualmente nenhum efeito em frequências de áudio, ele pode causar perdas perceptíveis em alta frequência com muitos dos materiais dielétricos usados em cabos, devido a uma alta tangente de perdas. Evitar as perdas causadas pelo G é o motivo pelo qual muitos cabos projetados para uso em UHF são isolados a ar ou com espuma (o que os torna virtualmente isolados a ar). O significado real de constante neste contexto é que o parâmetro é constante com relação à distância . Isto é, a linha é considerada homogênea longitudinalmente. Essa condição é verdadeira para a grande maioria das linhas de transmissão em uso hoje.

## Valores típicos para alguns cabos comuns
| Designação   | Formato do cabo                | Aplicação                                     | R    | L †   | G     | C     | Z 0 |
|              |                                |                                               | Ω/km | μH/km | nS/km | nF/km | Ω   |
| ------------ | ------------------------------ | --------------------------------------------- | ---- | ----- | ----- | ----- | --- |
| CAT5         | Par trançado                   | Transmissão de dados                          | 176  | 490   | <2    | 49    | 100 |
| CAT5e        | Par trançado                   | Transmissão de dados                          | 176  |       | <2    |       | 100 |
| CW1308       | Par trançado                   | Telefonia                                     | 98   |       | <20   |       |     |
| RG59         | Coaxial                        | Vídeo                                         | 36   | 430   |       | 69    | 75  |
| RG59         | Coaxial (dielétrico de espuma) | Vídeo                                         | 17   | 303   |       | 54    | 75  |
| RG58         | Coaxial                        | Radiofrequência                               | 48.  | 253   | <0,01 | 101   | 50  |
| Baixa perda  | Coaxial (Dielétrico de espuma) | Alimentação de transmissor de radiofrequência | 2,86 | 188   |       | 75    | 50  |
| DIN VDE 0816 | Star-quad                      | Telefonia (linhas tronco)                     | 31,8 |       | <0,1  | 35    |     |

† Fabricantes geralmente omitem o valor para a indutância em seus catálogos. Alguns desses valores são estimados a partir dos valores de capacitância e impedância característica a partir de {\displaystyle \scriptstyle {Z_{0}}^{2}=L/C} .

## Representação do circuito

Figura 1. Representação de circuito equivalente de uma linha de transmissão usando parâmetros distribuídos. δL, δR, δC e δG devem ser lidos como, Lδx, Rδx, Cδx e Gδx respectivamente

Os parâmetros de linha não podem ser simplesmente representados como elementos concentrados em um circuito; eles devem ser descritos como elementos distribuídos . Por exemplo, "porções" da capacitância estão entre "porções" da resistência. Não importa em quantas porções o R e o C sejam divididos, pode-se sempre argumentar que eles devem ser divididos ainda mais para representar adequadamente o circuito e, após cada divisão, o número de malhas no circuito é aumentado. Isso é mostrado no diagrama da Figura 1. Para apresentar uma representação verdadeira do circuito, os elementos devem se tornar infinitesimalmente pequenos para que cada elemento seja distribuído ao longo da linha. Os elementos infinitesimais em uma distância infinitesimal {\displaystyle \scriptstyle dx} são dados por;
{\displaystyle dL=\lim _{\delta x\to 0}(L\delta x)=Ldx} 
{\displaystyle dR=\lim _{\delta x\to 0}(R\delta x)=Rdx} 
{\displaystyle dC=\lim _{\delta x\to 0}(C\delta x)=Cdx} 
{\displaystyle dG=\lim _{\delta x\to 0}(G\delta x)=Gdx} 

Figura 2. Representação de uma linha de transmissão usando elementos generalizados de impedância e admitância distribuídos.

É conveniente, para fins de análise, empacotar esses elementos em elementos gerais de impedância série, Z, e admitância shunt, Y tais como;
{\displaystyle dZ=(R+i\omega L)dx=Zdx\,,}  e,
{\displaystyle dY=(G+i\omega C)dx=Ydx\,.}
A análise desta rede (figura 2) produzirá os parâmetros secundários da linha: a constante de propagação, {\displaystyle \scriptstyle \gamma }, (cujas partes reais e imaginárias são a constante de atenuação, {\displaystyle \scriptstyle \alpha }, e constante de mudança de fase, {\displaystyle \scriptstyle \beta }, respectivamente) e a impedância característica, {\displaystyle \scriptstyle Z_{0}}, que também, em geral, terá partes {\displaystyle \scriptstyle R_{0}}, real e {\displaystyle \scriptstyle X_{0}}, imaginária, perfazendo um total de quatro parâmetros secundários a serem derivados dos quatro parâmetros primários. O termo "constante" é ainda mais enganoso para os parâmetros secundários, pois estes geralmente variam fortemente com a frequência, mesmo em uma situação ideal em que os parâmetros primários não variam. Isso ocorre porque as reatâncias no circuito ( {\displaystyle \scriptstyle \omega L} e {\displaystyle \scriptstyle 1/(\omega C)} ) introduzem uma dependência de {\displaystyle \scriptstyle \omega } . É possível escolher valores específicos dos parâmetros primários que resultam em {\displaystyle \scriptstyle \alpha } e {\displaystyle \scriptstyle Z_{0}} sendo independentes de {\displaystyle \omega } (a condição de Heaviside ), mas mesmo neste caso, ainda existe o {\displaystyle \scriptstyle \beta } que é diretamente proporcional a {\displaystyle \scriptstyle \omega } . Tal como acontece com os parâmetros primários, o significado de "constante" é que os parâmetros secundários não variam com a distância ao longo da linha, e não que sejam independentes da frequência.

## Impedância característica

Fig. 3. Circuito equivalente de uma linha de transmissão para o cálculo de Z _{0 a} partir dos parâmetros primários da linha

A impedância característica de uma linha de transmissão, {\displaystyle \scriptstyle Z_{0}}, é definida como a impedância ao se olhar por uma linha infinitamente longa. Tal linha nunca retornará um reflexo, pois a onda incidente nunca alcançará o fim para ser refletida. Ao considerar um comprimento finito de linha, o restante da linha pode ser substituído por {\displaystyle \scriptstyle Z_{0}} como seu circuito equivalente. Isso ocorre porque o restante da linha ainda é infinitamente longo e, portanto, equivalente à linha original. Se o segmento finito é muito curto, então no circuito equivalente ele será modelado por uma rede L consistindo de um elemento de {\displaystyle \scriptstyle dZ} e um de {\displaystyle \scriptstyle dY} ; o restante é dado por {\displaystyle \scriptstyle Z_{0}} . Isso resulta na rede mostrada na figura 3, que pode ser analisada para {\displaystyle \scriptstyle Z_{0}} usando os teoremas de análise de circuito usuais,
{\displaystyle Z_{0}=\delta Z+{\frac {Z_{0}}{1+Z_{0}\delta Y}}}
que se reorganiza em,
{\displaystyle {Z_{0}}^{2}-Z_{0}\delta Z={\frac {\delta Z}{\delta Y}}}
Tirando limites em ambos os lados
{\displaystyle \lim _{\delta x\to 0}({Z_{0}}^{2}-Z_{0}\delta Z)={Z_{0}}^{2}={\frac {dZ}{dY}}}
e uma vez que a linha foi assumida como sendo homogênea longitudinalmente,
{\displaystyle {Z_{0}}^{2}={\frac {Z}{Y}}}

## Constante de propagação

Fig. 4. Cada seção infinitesimal da linha de transmissão causa uma queda infinitesimal na tensão da linha conforme ela se propaga ao longo da linha. A integração dessas quedas permite que a constante de propagação seja encontrada.

A relação entre a tensão de entrada da linha e a tensão a uma distância {\displaystyle \scriptstyle \delta x} mais a frente na linha (isto é, após uma seção do circuito equivalente) é dado por um cálculo de divisor de tensão padrão. O restante da linha à direita, como no cálculo da impedância característica, é substituído por {\displaystyle \scriptstyle Z_{0}},
{\displaystyle {\frac {V_{\mathrm {i} }}{V_{x1}}}={\frac {\delta Z+{\frac {Z_{0}/\delta Y}{Z_{0}+1/\delta Y}}}{\frac {Z_{0}/\delta Y}{Z_{0}+1/\delta Y}}}=1+{\frac {\delta Z}{Z_{0}}}+\delta Z\delta Y}
Cada seção infinitesimal multiplicará a queda de tensão pelo mesmo fator. Depois de {\displaystyle \scriptstyle n} seções, a relação de tensão será,
{\displaystyle {\frac {V_{\mathrm {i} }}{V_{xn}}}=\left(1+{\frac {\delta Z}{Z_{0}}}+\delta Z\delta Y\right)^{n}}
À distância {\displaystyle \scriptstyle x} ao longo da linha, o número de seções é {\displaystyle \scriptstyle x/\delta x} de modo que,
{\displaystyle {\frac {V_{\mathrm {i} }}{V_{xn}}}=\left(1+{\frac {\delta Z}{Z_{0}}}+\delta Z\delta Y\right)^{\frac {x}{\delta x}}}
No limite de {\displaystyle \scriptstyle \delta x\to 0} ,
{\displaystyle {\frac {V_{\mathrm {i} }}{V_{x}}}=\lim _{\delta x\to 0}{\frac {V_{\mathrm {i} }}{V_{xn}}}=\lim _{\delta x\to 0}\left(1+{\frac {\delta Z}{Z_{0}}}+\delta Z\delta Y\right)^{\frac {x}{\delta x}}}
O termo de segunda ordem {\displaystyle \scriptstyle \delta Z\delta Y} desaparecerá no limite, assim podemos escrever sem perda de precisão,
{\displaystyle {\frac {V_{\mathrm {i} }}{V_{x}}}=\lim _{\delta x\to 0}\left(1+{\frac {\delta Z}{Z_{0}}}\right)^{\frac {x}{\delta x}}}
e comparando com a identidade matemática,
{\displaystyle e^{x}\equiv \lim _{p\to \infty }(1+1/p)^{px}}
resulta-se em,
{\displaystyle V_{\mathrm {i} }=V_{x}e^{{\frac {Z}{Z_{0}}}x}}
A partir da definição da constante de propagação ,
{\displaystyle V_{\mathrm {i} }=V_{x}e^{\gamma x}\,\!}
Conseqüentemente,
{\displaystyle \gamma ={\frac {Z}{Z_{0}}}={\sqrt {ZY}}}

## Casos especiais

### Linha de transmissão ideal
Uma linha de transmissão ideal não terá perdas, o que implica que os elementos resistivos são zero. Isso também resulta em uma impedância característica puramente real (resistiva). A linha ideal não pode ser realizada na prática, mas é uma aproximação útil em muitas circunstâncias. Isso é especialmente verdadeiro, por exemplo, quando pedaços curtos de linha estão sendo usados como componentes de circuito, como nos tocos (stubs) . Uma linha curta tem muito pouca perda que pode ser ignorada e tratada como uma linha ideal. Os parâmetros secundários nessas circunstâncias são;
{\displaystyle \gamma =i\omega {\sqrt {LC}}}
{\displaystyle \alpha =0\,}
{\displaystyle \beta =\omega {\sqrt {LC}}}
{\displaystyle Z_{0}={\sqrt {\frac {L}{C}}}}

### Par trançado
Tipicamente, o cabo de par trançado usado para frequências de áudio ou taxas de dados baixas tem parâmetros de linha dominados por R e C. A perda dielétrica é geralmente insignificante nessas frequências e G é próximo a zero. Também é o caso que, em uma frequência suficientemente baixa, {\displaystyle \scriptstyle R\gg \omega L} o que significa que L também pode ser ignorado. Nessas circunstâncias, os parâmetros secundários se tornam,
{\displaystyle \gamma \approx {\sqrt {i\omega CR}}}
{\displaystyle \alpha \approx {\sqrt {\frac {\omega CR}{2}}}}
{\displaystyle \beta \approx {\sqrt {\frac {\omega CR}{2}}}}
{\displaystyle Z_{0}\approx {\sqrt {\frac {R}{i\omega C}}}={\sqrt {\frac {R}{2\omega C}}}-i{\sqrt {\frac {R}{2\omega C}}}}
A atenuação desse tipo de cabo aumenta com a frequência, causando distorção das formas de onda. Não tão obviamente, a variação de {\displaystyle \scriptstyle \beta } com a frequência também causa uma distorção de um tipo chamado dispersão . Para evitar a dispersão, o requisito é que {\displaystyle \scriptstyle \beta } seja diretamente proporcional a {\displaystyle \scriptstyle \omega } . No entanto, ele é na realidade proporcional a {\displaystyle \scriptstyle {\sqrt {\omega }}}, o que resulta em dispersão. {\displaystyle \scriptstyle Z_{0}} também varia com a frequência e também é parcialmente reativo; essas duas características serão a causa das reflexões a partir de uma terminação de linha resistiva. Este é outro efeito indesejável. A impedância nominal citada para este tipo de cabo é, neste caso, muito nominal, sendo válida somente em um ponto de frequência, normalmente descrita em 800 Hz ou 1 kHz.

### Cabo coaxial
O cabo operado em uma frequência suficientemente alta (frequência de rádio VHF ou taxas de dados altas) atenderá às condições {\displaystyle \scriptstyle R\ll \omega L} e {\displaystyle \scriptstyle G\ll \omega C} . Esse eventualmente será o caso, à medida que a frequência é aumentada para qualquer cabo. Nessas condições, R e G podem ser ignorados (exceto para o propósito de calcular a perda do cabo) e os parâmetros secundários tornam-se;
{\displaystyle \gamma \approx i\omega {\sqrt {LC}}}
{\displaystyle \alpha \approx {\frac {LG+RC}{2{\sqrt {LC}}}}={\tfrac {1}{2}}\left(Z_{0}G+{\frac {R}{Z_{0}}}\right)\approx {\frac {R}{2Z_{0}}}}
{\displaystyle \beta \approx \omega {\sqrt {LC}}}
{\displaystyle Z_{0}\approx {\sqrt {\frac {L}{C}}}}

### Linha carregada
Linhas carregadas são linhas projetadas com indutância deliberadamente aumentada. Isso é feito adicionando ferro ou algum outro metal magnético ao cabo ou adicionando bobinas. O objetivo é garantir que a linha atenda à condição de Heaviside, que elimina a distorção causada pela atenuação e dispersão dependentes da frequência, e garante que {\displaystyle \scriptstyle Z_{0}} seja constante e resistivo. Os parâmetros secundários são aqui relacionados aos parâmetros primários por;
{\displaystyle \gamma ={\sqrt {RG}}+i\omega {\sqrt {LC}}}
{\displaystyle \alpha ={\sqrt {RG}}}
{\displaystyle \beta =\omega {\sqrt {LC}}}
{\displaystyle Z_{0}={\sqrt {\frac {L}{C}}}={\sqrt {\frac {R}{G}}}}

## Velocidade
A velocidade de propagação é dada por,
{\displaystyle v=\lambda f.}
Uma vez que,
{\displaystyle \omega =2\pi f} e {\displaystyle \beta ={\frac {2\pi }{\lambda }}}
então,
{\displaystyle v={\frac {\omega }{\beta }}.}
Nos casos em que β pode ser considerado como,
{\displaystyle \beta =\omega {\sqrt {LC}}}
a velocidade de propagação é dada por,
{\displaystyle v={1 \over {\sqrt {LC}}}.}
Quanto menor a capacitância, maior a velocidade. Com um cabo de dielétrico a ar, que é aproximado com um cabo de baixa perda, a velocidade de propagação é muito próxima de c, a velocidade da luz no vácuo .

## 2
1. ↑  Connor, p.8.
2. ↑  Bird, pp.604-605.
3. ↑  Porges, pp.223-224.
4. ↑  Bird, pp.502-503, 519.
5. ↑  "Bulk cable - Category 5 UTP 4-pair PVC", Molex data sheet, 1999, archived 7 August 2013.
6. ↑  "1583E CAT5E UTP PVC", Belden data sheet 46077, 21 July 1999, archived 7 August 2013.
7. ↑  "CW1308 Internal Telecom Cable" Arquivado em 2016-03-04 no Wayback Machine, Eland Cables data sheets, archived 8 August 2013.
8. ↑  "8281 Coax - Double Braided RG-59/U Type" Belden data sheet, 14 May 2007, archived 7 August 2013.
9. ↑  "Serial digital video cable", Belden data sheet 1865A, archived 7 August 2013.
10. ↑  "Suhner coaxial cable", Huber & Suhner data sheet, 24 September 2007, archived 7 August 2013.
11. ↑  "RG58/U" Arquivado em 2009-10-07 no Wayback Machine, General Cable datasheet, pp.74-76.
12. ↑  "7/8" Cellflex Lite Low-Loss Foam-Dielectric Coaxial Cable", RFS datasheet LCF78-50JFNL, 24 October 2006, archived 7 August 2013.
13. ↑  "Trunk cables, paper insulated with aluminium sheath" Arquivado em 2013-08-07 na WebCite, Nexus datasheet, archived 7 August 2013.
14. 1 2  Connor, pp.8-10.
15. ↑  Hickman, p.113.
16. ↑  Porges, p.217.
17. ↑  Porges, pp.216-217.
18. ↑  Connor, pp.10-11.
19. ↑  Connor, pp.9-10.
20. ↑  Bird, pp.609-611.
21. ↑  Connor, p.17.
22. ↑  Connor, pp.18-19.
23. ↑  Bird, pp.612-613.
24. ↑  Porges, p.219.
25. ↑  Connor, p.19.
26. ↑  Connor, pp.19-21.
27. ↑  Connor, pp. 10, 19-20.